# Andrew W. Mellon
Andrew William Mellon (24 de Março de 1855 – 26 de Agosto de 1937) foi um banqueiro, empresário, industrial, colecionador de arte, filantropo, e político norte-americano. Da rica família Mellon de Pittsburgh, Pensilvânia, ele estabeleceu um vasto império comercial antes de entrar na política. Ele serviu como Secretário do Tesouro dos Estados Unidos de 9 de março de 1921 a 12 de fevereiro de 1932, presidindo os anos de crescimento da década de 1920 e o crash de 1929. Um republicano conservador, Mellon favoreceu políticas que reduziram os impostos e a dívida nacional após a Primeira Guerra Mundial.

## Vida

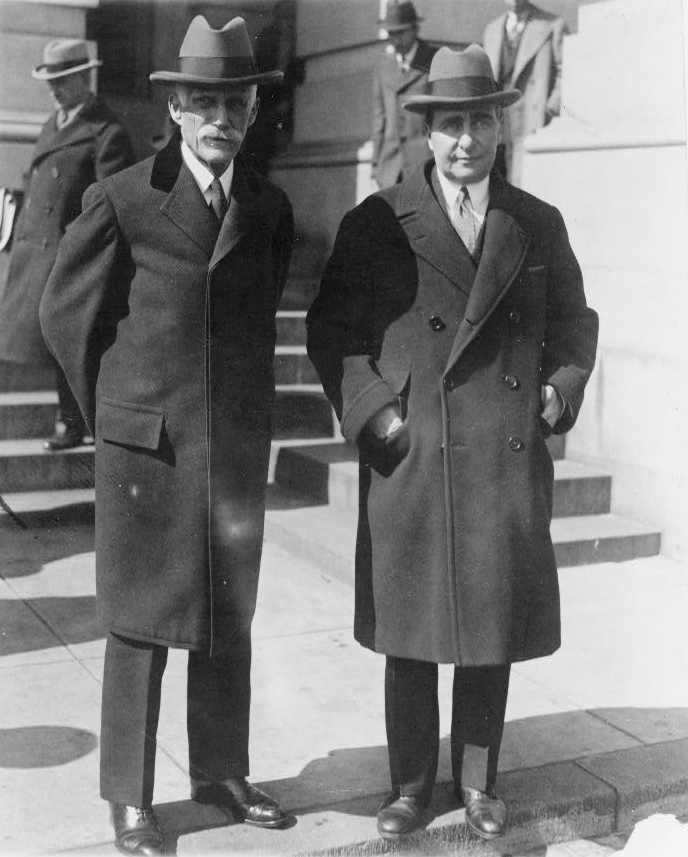
Mellon e seu sucessor como Secretário do Tesouro, Ogden L. Mills

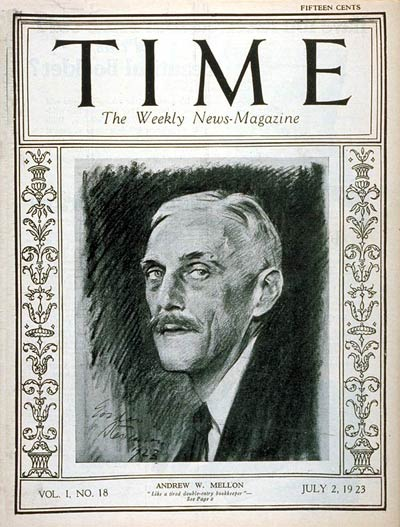
Capa Time, 2 de julho de 1923

O pai de Mellon, Thomas Mellon, ganhou destaque em Pittsburgh como banqueiro e advogado. Andrew começou a trabalhar no banco de seu pai, T. Mellon & Sons, no início da década de 1870, tornando-se a principal figura da instituição. Mais tarde, ele renomeou T. Mellon & Sons como Mellon National Bank e estabeleceu outra instituição financeira, a Union Trust Company. No final de 1913, o Mellon National Bank detinha mais dinheiro em depósitos do que qualquer outro banco em Pittsburgh, e o segundo maior banco da região era controlado pelo Union Trust. No curso de sua carreira empresarial, Mellon foi proprietário ou ajudou a financiar grandes empresas, incluindo Alcoa, New York Shipbuilding Corporation, Old Overholt whisky, Standard Steel Car Company, Westinghouse Electric Corporation, Koppers, Pittsburgh Coal Company, Carborundum Company, Union Steel Company, McClintic-Marshall Construction Company, Gulf Oil e muitas outras. Ele também foi um influente doador do Partido Republicano durante a Era Dourada e a Era Progressista.
Em 1921, o recém-eleito presidente Warren G. Harding escolheu Mellon como seu secretário do Tesouro. Mellon permaneceria no cargo até 1932, servindo sob Harding, Calvin Coolidge e Herbert Hoover, todos os três membros do Partido Republicano. Mellon procurou reformar a tributação federal no rescaldo da Primeira Guerra Mundial. Ele argumentou que o corte das taxas de imposto sobre os maiores rendimentos geraria mais receita tributária para o governo, mas, de outra forma, deixou em vigor um imposto de renda progressivo. Algumas das propostas de Mellon foram promulgadas pelo Revenue Act de 1921 e pelo Revenue Act de 1924, mas não foi até a aprovação do Revenue Act de 1926 que o "plano Mellon" foi totalmente realizado. Ele também presidiu a redução da dívida nacional, que caiu substancialmente na década de 1920. A influência de Mellon na política estadual e nacional atingiu seu apogeu durante a presidência de Coolidge. O jornalista William Allen White observou que "Andrew Mellon dominou tão completamente a Casa Branca nos dias em que o governo Coolidge estava no auge que seria justo chamar o governo de reinado de Coolidge e Mellon".
A reputação nacional de Mellon entrou em colapso após o crash de 1929 e o início da Grande Depressão. Mellon participou de vários esforços do governo Hoover para reviver a economia e manter a ordem econômica internacional, mas se opôs à intervenção direta do governo na economia. Depois que o Congresso iniciou o processo de impeachment contra Mellon, o presidente Hoover transferiu Mellon para o cargo de embaixador dos Estados Unidos no Reino Unido. Mellon voltou à vida privada após a derrota de Hoover na eleição presidencial de 1932 por Franklin D. Roosevelt. A partir de 1933, o governo federal lançou uma investigação de fraude fiscal em Mellon, levando a um caso de alto perfil que terminou com o espólio de Mellon pagando quantias significativas para resolver o assunto. Pouco antes de sua morte, em 1937, Mellon ajudou a fundar a Galeria Nacional de Arte. Seus esforços filantrópicos também desempenharam um papel importante no estabelecimento posterior da Carnegie Mellon University e da National Portrait Gallery.